# 潘尼維爾 (伊利諾伊州)
潘尼維爾（英語：Paineville）是位於美國伊利諾伊州威廉森縣的一個非建制地區。該地的面積和人口皆未知。

## 地理
潘尼維爾的座標為37°48′32″N 89°00′06″W / 37.80889°N 89.00167°W，而該地的平均海拔高度為121米（即397英尺）。